# Peter Mutharika
Peter Mutharika (* 18. července 1940) je malawiský politik, učitel a právník, který byl letech 2014–2020 prezidentem Malawi. Ve funkci tak vystřídal prezidentku Joyce Bandovou. Jeho starším bratrem je Bingu wa Mutharika, který funkci prezidenta země vykonával v letech 2004–2012.

## Život
Za svou dosavadní politickou kariéru vystřídal pozice ministra spravedlnosti, vzdělání, vědy a technologie a zahraničních vztahů. 31. května 2014 se složením přísahy stal prezidentem Malawi. Mandát obhájil v prezidentských volbách 21. května 2019, jejich výsledky však Ústavní soud zrušil a nařídil nové volby. Ve následných volbách v roce 2020 byl poražen Lazarem Chakwerou.
V srpnu 2021 Ústavní soud zkoumá odvolání podané Progresivní demokratickou stranou Petera Muthariky. Vyzývá ke zrušení prezidentských voleb 2020, protože čtyřem jeho zástupcům bylo zakázáno zasedat ve volební komisi.